# إبراهام جي. ميلز
إبراهام جي. ميلز (بالإنجليزية: Abraham G. Mills)‏ هو محامي أمريكي، ولد في 12 مارس 1844 في نيويورك في الولايات المتحدة، وتوفي في 26 أغسطس 1929.